# Garde nationale de l'armée du Michigan
La Garde nationale de l'armée du Michigan est la composante militaire de la Garde nationale du Michigan et une composante de réserve de l'armée américaine.
Pendant la Guerre Froide, le 156e Bataillon de transmissions a été fédéralisé le 1er octobre 1962 comme sa maison mère en réponse à la crise des missiles de Cuba. Ceci marqua le dernier appel de la Garde Nationale du Michigan à son devoir fédéral pour service en dehors de l'État depuis quasiment trente ans.
En février 2002, la 46e Troupe du Génie de la Garde Nationale de l'Armée du Michigan a été réorganisée et reconstituée en tant que Brigade du Génie, 38e division d'infanterie. Avant la réorganisation, la 46e Troupe du Génie consistait en un quartier général et deux bataillons ; le 107e Bataillon du Génie et le 507e Bataillon du Génie.
Les éléments du 107e Bataillon du Génie et du 507e Bataillon du Génie exerçaient avec la 20e Brigade d'Ingénieurs en Irak de novembre 2004 à octobre 2005. Ces unités combattaient également lors de la Guerre d'Afghanistan, en contribuant à la constitution de compagnies d'ingénieurs de combat capables d'effectuer des patrouilles de déminage. En 2009, de nombreux soldats de la 1431e Compagnie du Génie furent sérieusement blessés après avoir combattu à l'est de l'Afghanistan, à proximité du col Khost-Gardez. En 2012, un soldat du 507e Bataillon du Génie mourut au combat et d'autres nombreux soldats furent blessés en réalisant une patrouille de déminage.

## Anciens membres notoires
- Rosemarie Aquilina, juge de la 30e cour d'appel dans le Comté d'Ingham, Michigan
- Tom Barrett, membre du Sénat du Michigan
- Kerry Bentivolio, ancien Représentant des États-Unis pour le 11e district congressionnel du Michigan, de 2013 à 2015
- Jerry Cannon, ancien Major Général
- Louis Chapin Covell, ancien officier et homme d'affaires
- Valde Garcia, membre du Sénat du Michigan de 2003 à 2010
- Alvin H. Kukuk, membre de la Chambre des représentants du Michigan de 1993 à 1998
- Harry Lovejoy Rogers, Quartier-maître général de l'United States Army de 1918 à 1922
- J. Sumner Rogers, fondateur et directeur de l'Académie militaire du Michigan
- Paul D. Rogers, 34e Adjudant Général de la Garde Nationale du Michigan
- John B. Sosnowski, politicien de l'État américain du Michigan
- Leonard C. Ward, Brigadier-Général, Chef de la Division de l'Armée (désormais Directeur de la Garde Nationale de l'Armée) au Bureau de la Garde Nationale